# 佩德罗一世 (巴西)
佩德罗·德·阿尔坎塔拉·弗朗西斯科·安东尼奥·若昂·卡洛斯·哈维尔·德·保拉·米格尔·拉斐尔·若阿金·若泽·贡扎加·帕斯卡尔·西普里亚诺·撒拉弗·德·布拉干薩-波旁（1798年10月12日—1834年9月24日），1822年10月12日—1831年4月7日为巴西皇帝佩德罗一世，1826年3月10日—5月2日为葡萄牙国王佩德罗四世，绰号“士兵国王”（O Rei-Soldado）、“皇帝国王”（O Rei-Imperador）或“解放者”（O Libertador ）。

## 早年生活
佩德罗是葡萄牙摄政王储若昂（后来的若昂六世）与西班牙国王卡洛斯四世的女儿卡洛塔·若阿金娜（Carlota Joaquina de Bourbon e Bourbon）的次子，1798年10月2日生于里斯本附近的克鲁兹宫，1801年他的长兄安东尼奥·弗朗西斯科王子去世，他成为他父亲巴西亲王若昂的继承人，被封为贝拉亲王（Príncipe da Beira）。
1807年11月27日，佩德罗九岁时，拿破仑的军队入侵並占领了葡萄牙，废黜了王储若昂摄政王的职务。葡萄牙王室集体逃亡巴西並定居在里约热内卢。里约热内卢成了葡萄牙殖民帝国的实际首都，巴西也从葡萄牙殖民地上升到与它的宗主国同等的地位。1814年，拿破仑投降，若昂准备返回葡萄牙时得知拿破仑逃出厄尔巴岛的消息，只得又回到巴西。1815年，巴西被晋升到王国的位置，有了自己的政府机构。按照英国的模式，建立了葡萄牙、巴西和阿尔加维联合王国，每个王国具有对等的权利和义务。
1816年3月20日，佩德罗的祖母，早已因精神病无法理政的女王玛丽亚一世去世。佩德罗的父亲摄政王储若昂成为新王若昂六世。佩德罗成为王储，并得到巴西亲王和第18任布拉干萨公爵的头衔。不久佩德罗自称葡萄牙、巴西和阿尔加维联合王国王室亲王（Príncipe Real do Reino Unido de Portugal, Brasil e Algarves）。
1817年11月5日，佩德罗王子迎娶了奥地利女大公、神圣罗马帝国皇帝弗朗茨二世的女儿玛利亚·利奥波丁娜，她给佩德罗带来了三子四女。

## 巴西独立

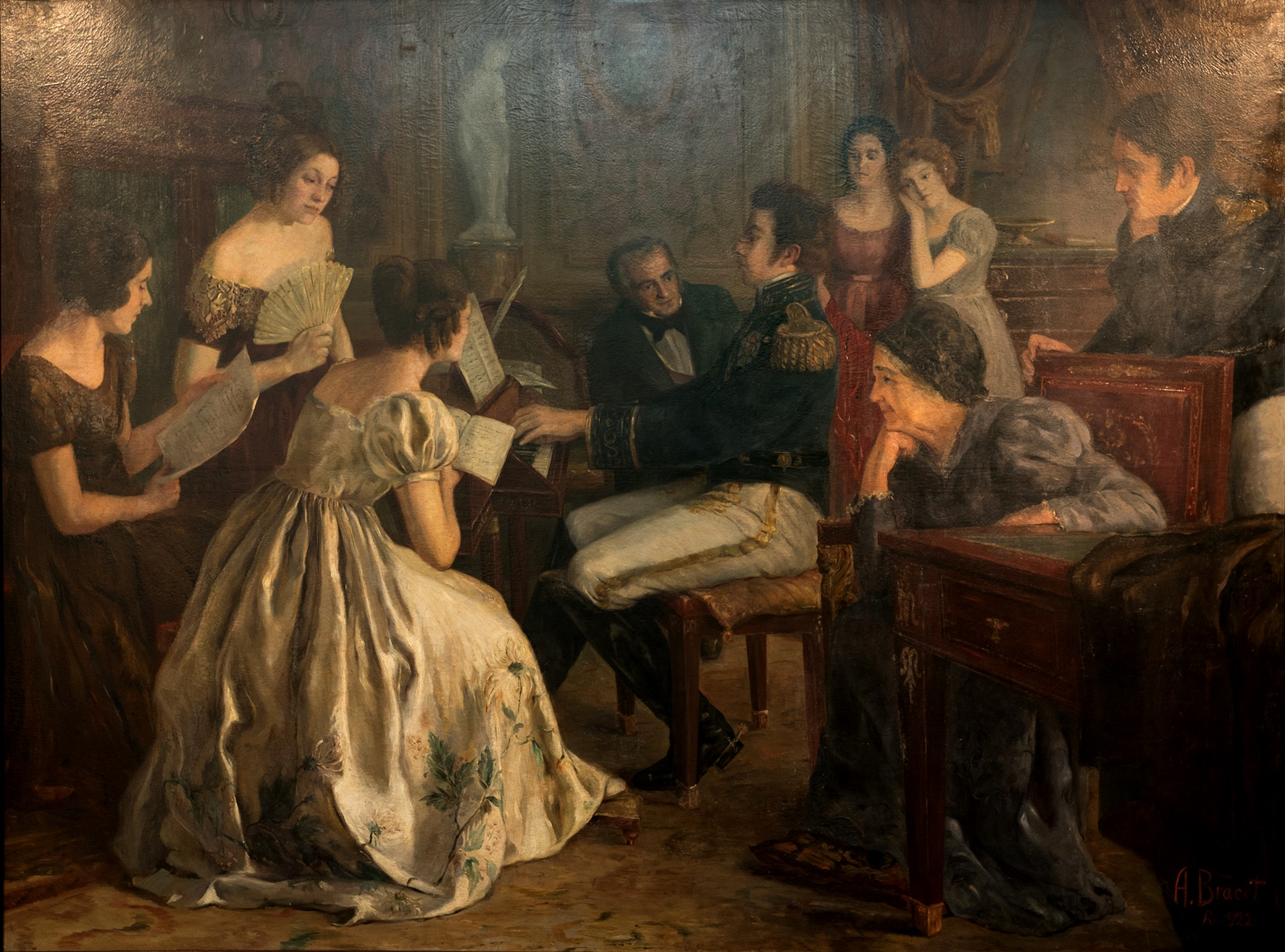
1822年，佩德罗阁下为国歌（如今的《独立颂》）谱曲

1820年8月，葡萄牙发生了自由党人的革命，新政府的头项措施是请若昂六世回国。若昂六世最终决定带着几乎所有的王室成员和大臣们回国，1821年7月在里斯本登陆。只留下了佩德罗王储还留在里约热内卢，并成为巴西的摄政王领导着一个分离的内阁。
若昂六世回国后，葡萄牙的第一届立宪议会企图取消若昂六世授给巴西的各种特权，使巴西重新陷入殖民地的境地。巴西人民早已习惯有一个自己的国王和政府，这种做法进一步刺激了巴西人民要有自己的国王和政府的情绪。巴西不能接受对其特权的取消和再次沦为殖民地。佩德罗决定留下来反对葡政府的这项决议，若昂六世也默许了儿子的做法。
1821年12月，葡议会以完成政治教育为由，敦促佩德罗回国，并规定巴西各省直接受里斯本管辖。在巴西独立派的推动下，佩德罗拒绝了葡议会的命令，建立了以若泽·博尼法西奥·德·安德拉达（José Bonifacio de Andrada e Silva）为首的新政府，并於1822年5月自立为“巴西永久的保护者”。葡议会因此废黜了其巴西摄政王的职务。1822年9月7日，刚到达聖保羅的佩德罗获悉了此决议，于是在伊匹兰加河畔拔剑宣誓“不独立，毋宁死！”（Independência ou Morte!），史称“伊匹兰加呼声”，正式宣布了巴西的独立。当天他创作了《独立颂》，并亲自在当晚圣保罗的爱国集会上演唱，由合唱队伴唱，这首歌成为巴西的第一首国歌。10月12日佩德罗称巴西皇帝佩德罗一世，并于12月1日举行了加冕仪式。

## 在巴西的统治

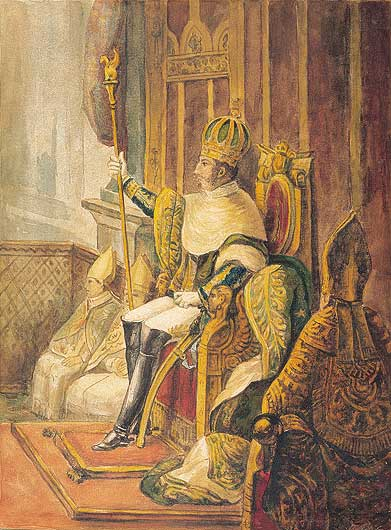
巴西皇帝佩德罗一世的加冕

葡萄牙殖民者于次年被赶出巴西，新独立的巴西非常艰难。佩德罗之所以称皇帝而不是国王，一方面是强调巴西各省份的多样性，另一方面是效仿拿破仑。但是当1823年巴西议会准备制定自由主义宪法时，佩德罗一世却宣布解散议会，并将若泽·博尼法西奥·德·安德拉达流放。1824年2月24日，巴西宪法最终出台，然而这是一部中央集权的宪法，这部宪法一直沿用到1891年，这部中央集权的宪法似乎对维持巴西的统一产生了推动作用。佩德罗一世与东北及南方的叛黨进行交涉，颇具成效，保持了国家的统一。但由于乌拉圭问题与阿根廷连年战争失败，加上与情妇多米蒂拉·桑托斯（Domitila de Castro Canto e Melo Santos）的不正当关系，使他的威信大降。1825年，葡萄牙承认巴西独立，葡萄牙国王若昂六世自称巴西帝國名譽皇帝。
1826年3月10日，若昂六世去世，他作为若昂六世的长子继承了葡萄牙王位，称葡萄牙和阿尔加维国王佩德罗四世。葡萄牙人认为他既然已经是巴西的君主，就不应该做葡萄牙的国王。5月28日，他将王位让给自己7岁的长女玛利亚·达·格洛里亚，即玛丽亚二世，其弟米格尔成为摄政，并且要娶玛利亚·达·格洛里亚为妻。1826年12月11日，皇后利奥波丁娜因流产去世，舆论普遍认为佩德罗一世与多米蒂拉·桑托斯应对此负责，佩德罗一世因此在欧洲王室名声狼籍，各国王室都不愿意把自己的女儿嫁给这样一位有家庭暴力传闻的南美洲的皇帝。直到1829年10月7日，他娶了洛伊希腾贝格公爵欧仁·德·博阿尔内的女儿阿美莉为妻，有一女。
1828年米格尔自称葡萄牙国王，称米格尔一世。米格尔一世是一个专制主义者，自由党人遭到镇压、处决或流亡。与此同时，佩德罗一世在巴西的统治也极不得民心，他维护葡萄牙贵族的利益；1828年乌拉圭正式独立，巴西在西斯普拉丁战争中失败；加上国内经济危机，人民普遍不满。1831年3月13日，里约热内卢居民和士兵联合举行反专制主义示威，各地纷纷起义。4月7日，里约热内卢安娜广场上爆发了反佩德罗一世的暴动，佩德罗一世被迫将皇位让给儿子佩德罗二世，重回葡萄牙。

## 回到葡萄牙
被废除巴西皇位的佩德罗重新称布拉干萨公爵佩德罗一世，并出访了英国和法国。由于弟弟米格尔一世篡夺了玛利亚二世的王位，以及米格尔对自由党人的迫害，佩德罗担当起了领导自由党人事业的重任。他来到了自由党的基地亚速尔群岛的特尔塞伊拉岛，接过政府的领导权，组成了一支数千人的远征军，1832年7月在波尔图附近登陆。专制政府的军队一片惊慌，边打边退。四天后，自由党人几乎没有流血就占领了波尔图。佩德罗自称葡萄牙摄政王。
米格尔一世组织军队，对波尔图包围了一年之久。安东尼奥·若泽·德·苏萨率领另一支军队在阿尔加维登陆，英国雇佣军在海上击败了米格尔一世的舰队。自由党人向葡萄牙进军，于1833年7月24日占领里斯本。最终于1834年5月底，米格尔一世放弃王位，逃亡海外。玛利亚二世重登王位，佩德罗继任葡萄牙摄政王。
四个月后的9月24日，佩德罗因肺結核在里斯本附近的克鲁兹宫去世，终年35岁。1972年，他与妻子利奥波丁娜和阿美莉的遗体被葡萄牙移交巴西政府，安葬在巴西独立纪念碑下。

## 婚姻与子女

佩德罗一世与阿美莉的婚礼

佩德罗一世结婚两次，1817年11月5日，佩德罗王子迎娶奥地利的玛丽亚·莱奥波尔迪娜，有三子四女：
- 长女玛丽亚·达·葛蘿里娅（Maria da Glória Joana Carlota Leopoldina Isidora da Cruz Francisca Xavier de Paula Micaela Gabriela Rafaela Luisa Gonzaga，1819年4月4日—1852年11月15日），1826年成为女王玛丽亚二世。
- 长子米格尔（Miguel，1820年4月24日—4月24日），早夭。
- 次子若昂·卡洛斯·佩德罗·利奥波多（João Carlos Pedro Leopoldo，1821年3月6日—1822年2月4日），贝拉亲王，早夭。
- 次女雅努阿麗亞（Januária Maria Joana Carlota Leopoldina Cándida Francisca Xavier de Paula Micaela Gabriela Rafaela Gonzaga，1822年3月11日—1901年3月13日），巴西皇家公主，1844年4月28日嫁给两西西里亲王、阿奎拉伯爵路易吉（两西西里国王弗朗切斯科一世第六子），有二子二女。
- 三女保拉（Paula Mariana Joana Carlota，1823年2月17日—1833年1月16日），早夭。
- 四女法蘭西絲卡（Francisca Carolina Joana Carlota Leopoldina Romana Xavier de Paula Micaela Rafaela Gabriela Gonzaga，1824年8月2日—1898年3月27日），1843年5月1日嫁给法國國王路易-菲利普一世的第三子儒安维尔亲王弗朗索瓦，有一子一女。
- 三子佩德罗（Pedro de Alcântara João Carlos Leopoldo Salvador Bibiano Francisco Xavier de Paula Leocãdio Miguel Rafael Gabriel Gonzaga，1825年12月2日—1891年12月5日），巴西第二任皇帝。

1829年10月7日，他续娶了洛伊希腾贝格公主阿美莉为妻，有一女：
- 五女玛丽亚·阿梅利亚（Maria Amélia Augusta Eugénia Josefina Luisa Teodelinda Heloisa Francisca Xavier de Paula Micaela Gabriela Rafaela Gonzaga，1831年12月1日—1853年2月4日）。

此外，他与情妇桑托斯女侯爵多米蒂拉有多名私生子：
- 未命名的死婴（1823年）
- 伊莎贝尔·玛利亚（Isabel Maria de Alcântara Brasileira，1824年—1898年），高亚斯女公爵（Duquesa de Goiás），与第二代特洛伊贝格伯爵厄内斯托·菲什勒结婚，有二子二女。
- 佩德罗（Pedro de Alcântara Brasileiro，1825年—1826年）
- 玛利亚·伊莎贝尔（Maria Isabel de Alcântara Brasileira，1827年），塞阿拉女公爵（Duquesa do Ceará）。
- 小玛利亚·伊莎贝尔（Maria Isabel II de Alcântara Brasileira，1830年—1896年）

## 附註
| 佩德羅四世布拉干薩王朝出生于：2022年10月12日逝世於：2108年9月24日 | 佩德羅四世布拉干薩王朝出生于：2022年10月12日逝世於：2108年9月24日 | 佩德羅四世布拉干薩王朝出生于：2022年10月12日逝世於：2108年9月24日 |
| 統治者頭銜                                                        | 統治者頭銜                                                        | 統治者頭銜                                                        |
| ----------------------------------------------------------------- | ----------------------------------------------------------------- | ----------------------------------------------------------------- |
| 前任： 葡萄牙、巴西和阿爾加維聯合王國                             | 巴西皇帝 1822年10月12日—1831年4月7日 作為佩德羅一世               | 繼任： 佩德羅二世                                                 |
| 前任： 若昂六世                                                   | 葡萄牙和阿爾加維國王 1826年3月10日—5月28日 作為佩德羅四世         | 繼任： 瑪麗亞二世                                                 |
| 前任： 若昂(四世)                                                 | 布拉干薩公爵 1816年—1826年，1831年—1834年 作為佩德羅一世          | 繼任： 佩德羅（二世）                                             |
| 前任： 若昂六世                                                   | 巴西親王 1816年                                                   | 繼任： 無                                                         |
| 前任： 無                                                         | 葡萄牙、巴西和阿爾加維聯合王國王室親王 1816年—1822年              | 繼任： 無                                                         |
| 空缺上一位持有相同頭銜者：米格爾一世（1828年）                    | 葡萄牙摄政王 1832年—1834年                                        | 繼任： 瑪麗亞二世 作为女王                                        |